# Zapomenutá vražda
Zapomenutá vražda, v originále Sleeping Murder: Miss Marple’s Last Case, je detektivní román od Agathy Christie. Poprvé byl publikován ve Spojeném království v roce 1976.
Nepřesně se jedná o poslední případ slečny Marplové. Dílo bylo zřejmě napsáno během druhé světové války. Autorka si přála, aby byl román vydán po její smrti. Nejedná se přitom o její poslední napsanou knihu. Po vydání posledního případu Hercule Poirota autorka zařídila vydání i tohoto díla, ještě před jeho uveřejněním však zemřela.
V roce 1986 natočila televize BBC televizní verzi se stejným názvem. Nejnověji pak vznikl televizní film v roce 2006.
V České republice vyšla kniha naposledy v roce 2009 v Knižním klubu. ISBN 978-80-242-2519-7, EAN: 9788024225197.

## Děj románu
Příběh začíná v okamžiku, kdy mladá novomanželka Gwenda Reedová přijíždí do jedné vesničky v jižní Anglii. Plánuje vybrat si k bydlení dům, kde by se svým manželem žila. Vybere si dům Na Úbočí. Už při první prohlídce cítí, jako by sem patřila. Vybavují se jí velmi staré vzpomínky, jakoby v domě kdysi žila. Své pocity si chce uspořádat, a proto odjíždí za příbuznými manžela do Londýna. Zde se seznámí se slečnou Marplovou.
Když při jedné scéně divadelního představení uteče v šoku pryč, začíná si o ni slečna Marplová dělat starosti. Gwenda se jí tedy se vším svěří. Později vyjde najevo, že v domě jako malá skutečně žila. Gwenda si také vybavuje, jak v dětství zahlédla ležet pod schody uškrcenou mladou ženu. Je si jista, že se nejedná pouze o halucinace, ale o reálné vzpomínky. Spolu s manželem Gilesem se pouštějí do pátrání. Zjišťují nynější adresy lidí, kteří měli s domem dříve cokoli společného. Slečna Marplová je předem varuje, že odkrývání minulosti může být velice nebezpečné. Gwenda však už zašla příliš daleko a chce zjistit pravdu. Její otec se po smrti první manželky znovu oženil s dívkou jménem Helena Spenlove Kennedyová. Spolu s ní si její otec před osmnácti lety najal právě tento dům.
Gwendin otec po smrti první ženy začal trpět utkvělými představami, že ji uškrtil. Dokonce se léčil v sanatoriu, kde také zemřel.
Bratr Heleny, doktor James Kennedy, tvrdí, že se jeho sestra před osmnácti lety odstěhovala do ciziny. Nemá však od ní celou tu dobu žádné zprávy, pouze dva dopisy. Gwenda a její manžel ale logickými úvahami dojdou k závěru, že Helenu někdo tehdy skutečně zavraždil. Oba svá odhalení konzultují se slečnou Marplovou. Mladí lidé pak pomocí inzerátu naleznou některé další osoby, kteří si události té doby pamatují. Někdo si ale vůbec nepřeje, aby staré tajemství znovu vyplulo na povrch.